# Surabayan
Surabayan is een bestuurslaag in het regentschap Pekalongan van de provincie Midden-Java, Indonesië. Surabayan telt 2384 inwoners (volkstelling 2010).